# 孤泣
孤泣（Ray Leung），本名梁家威（1981年7月16日—），亦曾用笔名Lwoavie（LOVE + WAI的特別寫法），是一名香港的流行作家，以愛情與懸疑故事為主。直至2025年7月份，曾出版101本書籍，部分作品已被改编為电視劇等作品。

## 经历
2007年，孤泣创作的歌曲《水泡》在第19屆CASH流行曲創作大賽上獲得《流行曲創作亞軍》及《網上最受歡迎歌曲》獎項。
2008年12月，出版首部散文作品《孤泣情心》。2009年，孤泣開始於網上連載小說，作品以具電影感的愛情與懸疑故事為主，現於官方網頁中連載每年出版小說的最新故事。
2015年曾以實體化《戀愛待換店》為主題開設Timeless Cafe。
2016年3月，擔任100毛專欄作家
2018年2月，孤泣的小说《APPER2 人性遊戲》曾因情节问题被香港方面归为第二类不雅物品。
2018年5月，孤泣開始為歌曲填詞，第一首作品是蔚雨芯的《後來沒有你》，2019年2月再為孫慧雪的《小說故事》以及張紋嘉的《狠心放手》
2019年12月，《殺手世界》1-9部翻譯成泰文版，於泰國全國發售

## 個人生活
任職全職作家前，曾經當過賣鞋售貨員﹑電訊銷售員。
而且其工作室於2017年起開始也領養多隻貓，並藉由觀察貓，獲得不少寫作靈感，並於Facebook經常展示與貓的生活照，之後更於YouTube不時推出影片。

## 改編作品
2015年3月，《分手寄賣店》被香港電台改編為廣播劇。
2018年1月，改編自《殺手世界》的網劇《幻境獵手》完成拍攝。
2018年4月，《APPER人性遊戲1》舞台劇進行演出。
2018年10月，由孤泣创作小说改編《已讀不回》電視劇正式於ViuTV播放，集數為二十集。
2020年4月，《戀上十二星座》舞台劇預定演出，但因疫情而多次改期，由此2020年4月改至2021年1月

## 作品列表

### 小說列表
以下系列分類以孤泣本人於Facebook專頁為準。

#### 2025年出版
- 《APPER0人性遊戲1》：2025年7月
- 《APPER0人性遊戲2》：2025年7月
- 《APPER0人性遊戲3》：2025年7月

#### 2024年出版
- 《太和邨1》：2024年7月
- 《太和邨2》：2024年7月
- 《黑歷史1》：2024年7月
- 《黑歷史2》：2024年7月

#### 「人渣」系列
- 《人渣》：2021年07月
- 《賤種》：2021年07月
- 《畜生》：2022年7月
- 《禽獸》：2022年7月

#### 「別相信記憶」系列
- 《別相信記憶》：2018年12月
- 《別相信記憶2》：2019年05月
- 《別相信記憶3》：2019年07月
- 《別相信記憶4》：2019年11月

#### 「懸疑劇情」系列
- 《自殺調查員1》：2020年07月
- 《自殺調查員2》：2020年07月
- 《自殺調查員3》：2020年12月
- 《世界上沒有鬼》：2021年07月
- 《劏房1》：2021年12月
- 《劏房2》：2022年7月
- 《世界末日還有貓1》：2022年7月
- 《世界末日還有貓2》：2022年7月
- 《前度的羅生門1》：2022年12月
- 《前度的羅生門2》：2023年7月
- 《時空管理局1》：2023年7月
- 《時空管理局2》：2023年7月

#### 「Apper人性遊戲」系列
- 《Apper人性遊戲》：2011年09月
- 《Apper人性遊戲2》（上集）：2012年12月
- 《Apper人性遊戲2》（下集）：2012年12月
- 《Apper人性遊戲3》（上集）：2013年11月
- 《Apper人性遊戲3》（中集）：2014年2月
- 《Apper人性遊戲3》（下集）：2014年3月
- 《Apper人性遊戲4》（上集）：2015年12月
- 《Apper人性遊戲4》（中集）：2016年3月
- 《Apper人性遊戲4》（下集）：2016年5月
- 《Gambler金錢遊戲》：2014年07月
- 《Gambler金錢遊戲2》：2014年10月
- 《9個少女的宿舍1》：2020年07月
- 《9個少女的宿舍2》：2020年07月
- 《9個少女的宿舍3》：2021年07月

#### 「殺手世界」系列
- 《殺手世界01》：2013年06月
- 《殺手世界02》：2013年07月
- 《殺手世界03》：2013年12月
- 《殺手世界04》：2014年07月
- 《殺手世界05》：2015年07月
- 《殺手世界06》：2016年07月
- 《殺手世界07》：2017年07月
- 《殺手世界08》：2018年06月
- 《殺手世界09》：2018年07月
- 《闇行世界01》：2019年07月

#### 「低等生物」系列
- 《低等生物》（上集）：2013年07月
- 《低等生物》（下集）：2013年07月
- 《低等生物2》（上集）：2015年07月
- 《低等生物2》（下集）：2015年07月
- 《智能生物》：2017年10月
- 《智能生物2》：2017年11月
- 《外星生物》: 2019年03月
- 《外星生物2》: 2019年07月

#### 「熱血勵志生活」系列
- 《庇護工場》：2015年03月
- 《庇護工場2》：2015年03月
- 《教育製道1》：2016年12月
- 《教育製道2》：2017年01月
- 《我不想做人1》：2018年07月
- 《我不想做人2》：2018年11月

#### 「愛情小說」系列
- 《遺憾的天空》2013年09月
- 《戀愛待換店》：2015年07月
- 《戀愛待換店2》：2016年07月
- 《戀愛待換店3》：2017年07月
- 《分手寄賣店》：2013年02月
- 《分手寄賣店2》：2014年05月
- 《分手寄賣店3》：2017年07月
- 《罪愛》：2017年04月

#### 「懸疑愛情」系列
- 《預言故事》：2009年10月
- 《電影少年》：2010年12月
- 《戀愛崩潰症》：2010年12月
- 《愛情神秘調查組》：2012年10月
- 《舊同學聚會》：2013年05月
- 《已讀不回》：2016年07月
- 《生命最後一分鐘》：2016年11月
- 《戀上十二星座1》：2018年07月
- 《戀上十二星座2》：2018年07月
- 《前度的羅生門》：2022年12月

#### 「散文語錄」系列
- 《孤泣情心》2008年12月
- 《孤泣說》：2014年12月
- 《你不在的時候》：2015年04月
- 《孤泣說2》：2015年06月
- 《孤泣說3》：2016年06月
- 《那天我遇上你》：2016年07月
- 《他代我陪你走》：2018年02月
- 《孤城中遇上你》：2017年06月
- 《我離開了以後》：2017年02月
- 《字作自受》：2019年07月
- 《字討苦吃》：2019年07月
- 《假如失去了你們》：2020年07月
- 《原來你未夠痛》：2020年07月

#### 「孤貓」系列
- 《如果我們沒有遇上》：2019年07月
- 《假如失去了你們》：2020年07月
- 《九隻孤貓的宿舍》：2021年07月

#### 「合著小說」系列
- 《天使禮物》：2014年01月
- 《惡魔戀讀》：2014年06月
- 《遺忘曲線》：2015年1月
- 《命運印記》：2015年07月

### 填詞列表
- 張紋嘉&楊潮凱 – 狠心放手
- 孫慧雪 – 小說故事
- 蔚雨芯 – 後來沒有你

## 獎項
| 年份       | 獎項                                                                | 獎項                                                                | 獲獎作品         |
| ---------- | ------------------------------------------------------------------- | ------------------------------------------------------------------- | ---------------- |
| 2007年08月 | 第十九屆CASH流行曲創作大賽 《流行曲創作亞軍》與《網上最受歡迎歌曲》 | 第十九屆CASH流行曲創作大賽 《流行曲創作亞軍》與《網上最受歡迎歌曲》 | 不適用           |
| 2014年     | 「香港金閱獎」                                                      | 我最喜歡作家銀獎                                                    | 不適用           |
| 2014年     | 「香港金閱獎」                                                      | 最佳書籍(文學類)                                                    | 《殺手世界》     |
| 2015年     | 「香港金閱獎」                                                      | 我最喜歡作家銀獎                                                    | 不適用           |
| 2015年     | 「香港金閱獎」                                                      | 最佳書籍(文學類)                                                    | 《殺手世界05》   |
| 2016年     | 「香港金閱獎」                                                      | 我最喜歡作家金獎                                                    | 不適用           |
| 2016年     | 「香港金閱獎」                                                      | 最佳書籍(文學類)                                                    | 《殺手世界06》   |
| 2017年     | 「香港金閱獎」                                                      | 最佳書籍(文學類)                                                    | 《殺手世界07》   |
| 2013年     | 香港閱讀城第十一屆「十本好讀」                                      | 「十本好讀」第七位                                                  | 《殺手世界》     |
| 2014年     | 香港閱讀城第十二屆「十本好讀」                                      | 「十本好讀」第二位                                                  | 《殺手世界04》   |
| 2015年     | 香港閱讀城第十三屆「十本好讀」                                      | 我最喜愛的作家                                                      | 不適用           |
| 2015年     | 香港閱讀城第十三屆「十本好讀」                                      | 「十本好讀」第一位                                                  | 《殺手世界05》   |
| 2015年     | 香港閱讀城第十三屆「十本好讀」                                      | 「十本好讀」第七位                                                  | 《孤泣說》       |
| 2016年     | 香港教育專業人員協會『好書龍虎榜」                                  | 最喜愛作家                                                          | 不適用           |
| 2016年     | 香港教育專業人員協會『好書龍虎榜」                                  | 不適用                                                              | 《你不在的時候》 |
| 2020年     | 香港教育專業人員協會『好書龍虎榜」                                  | 最受中學生歡迎十本好書                                              | 《別相信記憶》   |

## 外部連結
- 孤泣的小說世界（页面存档备份，存于） 官方網站
- 孤泣Facebook專頁（页面存档备份，存于）
- 孤泣新浪微博（页面存档备份，存于）
- 孤泣instagram（页面存档备份，存于）